# エマニュエル・テオドーズ・ド・ラ・トゥール・ドーヴェルニュ (ブイヨン公)
エマニュエル・テオドーズ・ド・ラ・トゥール・ドーヴェルニュ（Emmanuel-Théodose de La Tour d'Auvergne, duc de Bouillon, 1668年 - 1730年4月17日）は、ブルボン朝時代フランスの貴族・廷臣。ブイヨン公爵。1715年から1728年までの13年間、幼王ルイ15世にフランス王室侍従長として近侍した。

## 生涯
王室侍従長を務めたブイヨン公ゴドフロワ・モーリスとその妻マリー・アンヌ・マンシーニの間の第3子・次男。宮廷ではアルブレ公と称していたが、兄のテュレンヌ公ルイ・シャルルが大同盟戦争従軍中の1692年に戦死したため、ブイヨン公家の家督相続者としてテュレンヌ公となる。1721年父の死で家督を相続した。

## 子女
生涯に4度結婚した。1696年2月1日、又従兄のトゥアール公シャルル＝ベルジーク＝オランドの娘マリー＝アルマンド・ド・ラ・トレモイユ（1677年 - 1717年）と最初の結婚をし、彼女との間に7人の子をもうけた。
- アルマンド（1697年 - 1717年） - 1716年エピノワ公ルイ2世・ド・ムランと結婚
- マリー・マドレーヌ（1698年 - 1699年）
- 息子（1699年）
- ゴドフロワ・モーリス（1701年 - 1705年） - テュレンヌ公
- フレデリック・モーリス・カジミール（1702年 - 1723年） - テュレンヌ公
- マリー・オルタンス・ヴィクトワール（1704年 - 1741年） - 1725年トゥアール公シャルル＝アルマン＝ルネと結婚
- シャルル・ゴドフロワ（1706年 - 1771年） - ブイヨン公[1]

1718年1月4日、軍事大臣を務めたバルブジュー侯爵ルイ＝フランソワ＝マリー・ル・テリエの娘ルイーズ＝フランソワーズ＝アンジェリーク・ル・テリエ（1689年 - 1719年）と2度目の結婚をし、間に息子を1人もうけた。
- ゴドフロワ・ジロール（1719年 - 1732年） - シャトー＝ティエリ公

1720年5月26日、モンシャ伯爵フランソワ・ド・シミアヌの娘アンヌ＝マリー＝クリスティーヌ・ド・シミアヌ（1683年 - 1722年）と3度目の結婚をし、間に娘を1人もうけた。
- アンヌ＝マリー＝ルイーズ（1722年 - 1739年） - 1734年スービーズ公シャルル・ド・ロアンと結婚

1725年3月21日、アルクール伯アンヌ＝マリー＝ジョゼフの娘ルイーズ＝アンリエット＝フランソワーズ・ド・ロレーヌ（1707年 - 1737年）と4度目の結婚をし、間に娘を1人もうけた。
- マリー＝ソフィー＝シャルロット（1729年 - 1763年） - 1745年シャルル＝ジュスト・ド・ボーヴォー＝クラン公と結婚

## 引用・脚注
1. 1 2 3  van de Pas, Leo. “Emmanuel Théodose de La Tour d'Auvergne”. Genealogics .org. 2010年3月29日閲覧。[リンク切れ]
2. 1 2  Emmanuel Theodose, Duc de Bouillon, d'Albret, de Chateau-Thierry, Grand Chamberlain of France, etc,,Genealogy.euweb.de La Tour3.
3. ↑  Paul Theroff. “La Tour d’Auvergne”.   Paul Theroff's Royal Genealogy Site. 2020年1月4日閲覧。